# Salignac (Alpes-de-Haute-Provence)
Pour les articles homonymes, voir Salignac.
Salignac est une commune française, située dans le département des Alpes-de-Haute-Provence en région Provence-Alpes-Côte d'Azur.
Le nom des habitants de Salignac est Salignacais,.

## Géographie

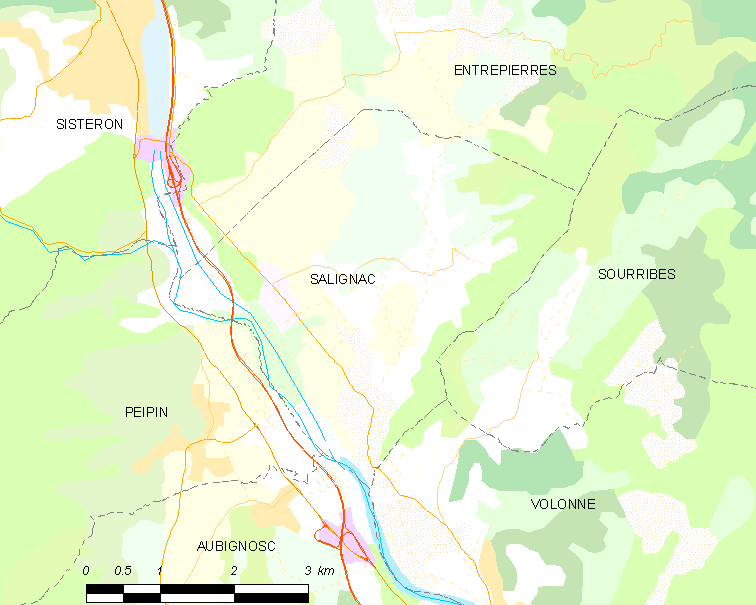
Salignac et les communes voisines (Cliquez sur la carte pour accéder à une grande carte avec la légende).

La commune est située dans la vallée de la Durance. Elle compte plusieurs hameaux, dispersés dans une dépression vallonnée. Le village de Salignac est lui situé à 520 m d’altitude.
|        | Entrepierres |           |
| Peipin | Salignac     | Sourribes |
|        | Aubignosc    | Volonne   |

### Géologie

Massif des Alpes et localisation des Préalpes de Digne

Le territoire se situe en limite est des Baronnies orientales, sur des formations calcaires provençales du Jurassique supérieur et du Crétacé inférieur (roches sédimentaires issues d'un ancien océan alpin), entre trois formations géologiques majeures des Alpes :
- la nappe de Digne au sud-est[5], au niveau du lobe de Valavoire[6] : il s'agit d'une nappe de charriage, c'est-à-dire d'une dalle épaisse de près de 5 000 m qui s'est déplacée vers le sud-ouest durant l'Oligocène et la fin de la formation des Alpes. Les lobes (ou écaille) correspondent à la bordure découpée à l'ouest de la nappe.
- la faille de la Durance au sud ouest, dans la vallée ;
- le Plateau de Valensole au sud-est : bassin molassique du Miocène et du Pliocène composé de roches sédimentaires détritiques (dépôts liés à l'érosion des montagnes apparues à l'Oligocène).

### Relief

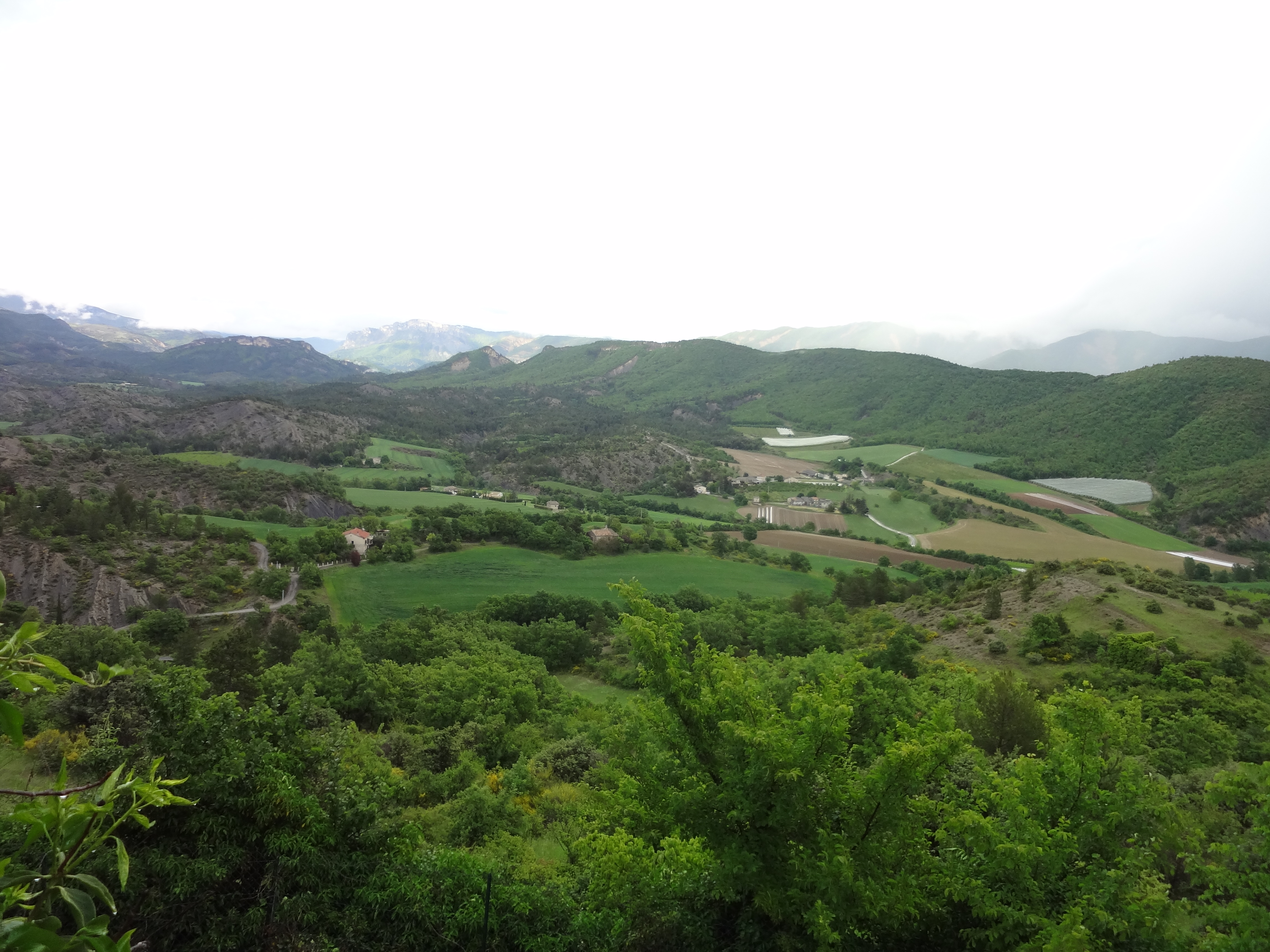
Cultures dans la vallée, collines stérilisées et collines boisées forment le paysage de Salignac.

### Hydrographie
Elle est traversée par le Riou de Jabron,, qui conflue avec la Durance sur le territoire de la commune dans sa partie ouest, à l'altitude 434 mètres. La Durance est une rivière à la fois alpine et méditerranéenne, à la morphologie bien particulière. Elle est dite « capricieuse », et était autrefois redoutée pour ses crues (elle était appelée le 3e fléau de la Provence) aussi bien que pour ses étiages. Une station de surveillance de son cours est implantée à Salignac.

### Climat
Pour des articles plus généraux, voir Climat de Provence-Alpes-Côte d'Azur et Climat des Alpes-de-Haute-Provence.
En 2010, le climat de la commune est de type climat méditerranéen altéré, selon une étude du Centre national de la recherche scientifique s'appuyant sur une série de données couvrant la période 1971-2000. En 2020, Météo-France publie une typologie des climats de la France métropolitaine dans laquelle la commune est exposée à un climat de montagne ou de marges de montagne et est dans la région climatique Alpes du sud, caractérisée par une pluviométrie annuelle de 850 à 1 000 mm, minimale en été.
Pour la période 1971-2000, la température annuelle moyenne est de 11,4 °C, avec une amplitude thermique annuelle de 17,2 °C. Le cumul annuel moyen de précipitations est de 829 mm, avec 6,3 jours de précipitations en janvier et 4,4 jours en juillet. Pour la période 1991-2020, la température moyenne annuelle observée sur la station météorologique de Météo-France la plus proche, « Sisteron », sur la commune de Sisteron à 5 km à vol d'oiseau, est de 12,1 °C et le cumul annuel moyen de précipitations est de 835,0 mm. 
La température maximale relevée sur cette station est de 41 °C, atteinte le 28 juin 2019 ; la température minimale est de −18 °C, atteinte le 12 janvier 2010,,.
Les paramètres climatiques de la commune ont été estimés pour le milieu du siècle (2041-2070) selon différents scénarios d'émission de gaz à effet de serre à partir des nouvelles projections climatiques de référence DRIAS-2020. Ils sont consultables sur un site dédié publié par Météo-France en novembre 2022.

### Environnement
La commune compte 450 ha de bois et forêts, soit 31 % de sa superficie.

### Transports
Salignac est traversée par la route départementale RD604.
La commune est desservie par une gare ferroviaire située à Sisteron (5 km) sur la ligne Lyon-Perrache - Marseille-Saint-Charles (via Grenoble) et desservie également par les TER (Marseille-Briançon), ainsi qu'une gare routière.
Distance des grandes villes françaises
L'orientation et la localisation de Salignac par rapport à quelques grandes villes françaises sont données dans le tableau suivant. Distance à vol d'oiseau :
| Ville                | Marseille  | Nice         | Montpellier  | Lyon       | Toulouse   | Strasbourg   | Bordeaux   | Paris      | Nantes       | Rennes       | Lille      |
| Distance Orientation | 107 km (S) | 115 km (S-E) | 179 km (S-O) | 200 km (N) | 369 km (O) | 511 km (N-E) | 528 km (O) | 594 km (N) | 680 km (N-O) | 736 km (N-O) | 754 km (N) |

### Risques naturels et technologiques
Aucune des 200 communes du département n'est en zone de risque sismique nul. Le canton de Volonne auquel appartient Salignac est en zone 1b (sismicité faible) selon la classification déterministe de 1991, basée sur les séismes historiques, et en zone 4 (risque moyen) selon la classification probabiliste EC8 de 2011. La commune de Salignac est également exposée à trois autres risques naturels :
- feu de forêt ;
- inondation ;
- mouvement de terrain.

La commune de Salignac est de plus exposée à deux risques d’origine technologique :
- celui de transport de matières dangereuses par route. L’essentiel de ces transports sont liés aux usines Seveso seuil haut Arkema à Saint-Auban et Sanofi à Sisteron[22]. L’autoroute A51 longe la commune et peut être empruntée par les transports routiers de marchandises dangereuses[23] ;
- celui de rupture de barrage[24]. En cas de rupture du barrage de Serre-Ponçon, Salignac est dans la zone d’inondation spécifique (crue plus importante que la plus importante des crues naturelles de la Durance). La vallée de la Durance serait submergée, avec des remontées dans les vallons qui y débouchent[25].

Aucun plan de prévention des risques naturels prévisibles (PPR) n’existe pour la commune, à l’exception du plan des surfaces submersibles de 1961 ; le Dicrim existe depuis 2010.

## Urbanisme

### Typologie
Salignac est une commune rurale,. Elle fait en effet partie des communes peu ou très peu denses, au sens de la grille communale de densité de l'Insee,.
Par ailleurs la commune fait partie de l'aire d'attraction de Sisteron, dont elle est une commune de la couronne. Cette aire, qui regroupe 21 communes, est catégorisée dans les aires de moins de 50 000 habitants,.

### Occupation des sols
L'occupation des sols de la commune, telle qu'elle ressort de la base de données européenne d’occupation biophysique des sols Corine Land Cover (CLC), est marquée par l'importance des territoires agricoles (54,6 % en 2018), en diminution par rapport à 1990 (57,1 %). La répartition détaillée en 2018 est la suivante : 
zones agricoles hétérogènes (30,3 %), terres arables (23,2 %), espaces ouverts, sans ou avec peu de végétation (18,3 %), forêts (16,8 %), milieux à végétation arbustive et/ou herbacée (7,6 %), espaces verts artificialisés, non agricoles (2,4 %), cultures permanentes (1,1 %), eaux continentales (0,3 %).
L'évolution de l’occupation des sols de la commune et de ses infrastructures peut être observée sur les différentes représentations cartographiques du territoire : la carte de Cassini (XVIIIe siècle), la carte d'état-major (1820-1866) et les cartes ou photos aériennes de l'IGN pour la période actuelle (1950 à aujourd'hui).

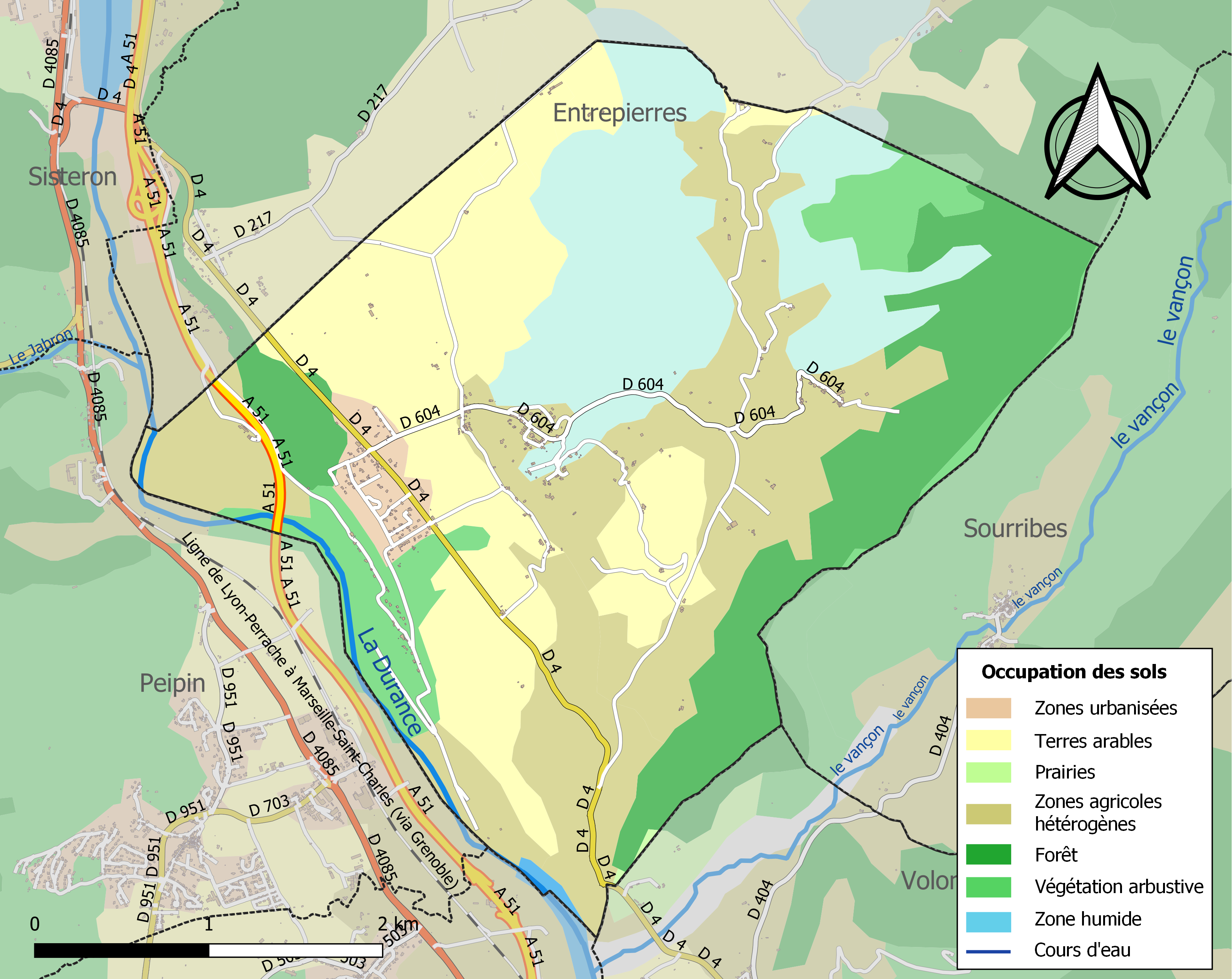
Carte de l'occupation des sols de la commune en 2018 (CLC).
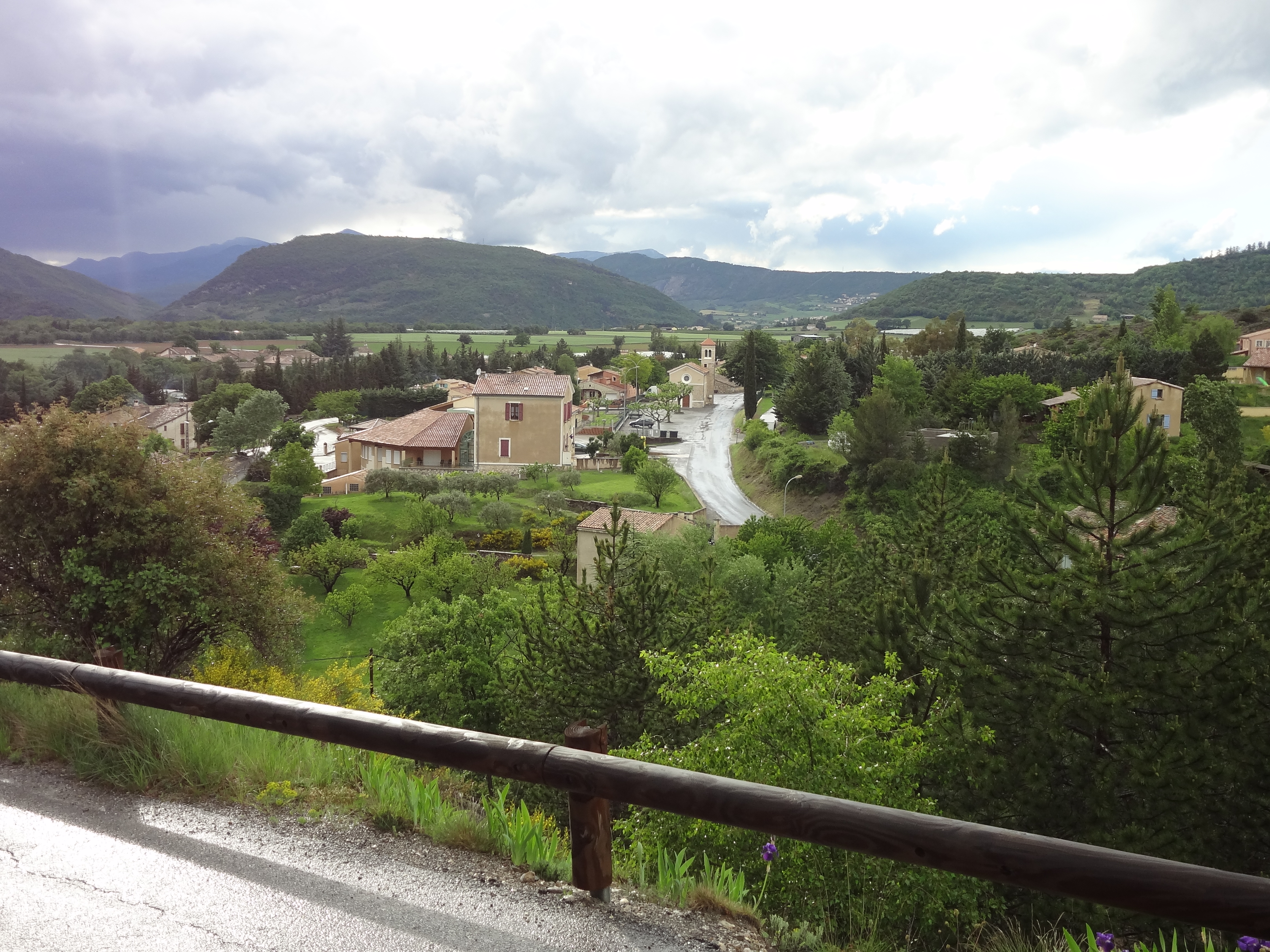
Le village.

### Logement
Salignac comptait 254 logements en 2007 (contre 196 en 1999). Les constructions neuves sont dans la moyenne française, par contre, la commune connaît un important déficit de constructions érigées entre 1949 et 1974 qui s'explique par l'exode rural.
Les résidences principales représentent que 204 logements soit 80,3 % du parc (79,1 % en 1999), réparties à 90,0 % en maisons individuelles (96,4 % en 1999) et 8,8 % en appartements (1,0% en 1999) (respectivement 56,1 % et 42,4 % en France métropolitaine). 81,3 % des habitations principales comportent 4 pièces et plus. Les propriétaires de leurs logements constituent 74,2 % des habitants contre 22,2 % qui sont locataires (respectivement 57,4 % et 39,8 % en France métropolitaine).
Le nombre moyen de pièces principales est de 4,7 pour les maisons et 3,2 pour les appartements (respectivement 4,4 et 3,5 en 1999).

## Toponymie
Salignac se nomme Salinhac en occitan vivaro-alpin.
Le nom du village, tel qu’il apparaît la première fois vers 1200 (castrum de Saliniaco) est interprété comme dérivant du gentilice romain Sallinius ou Salinus, et indique un domaine appartenant à un Salinius,,.

## Histoire
Préhistoire et Antiquité

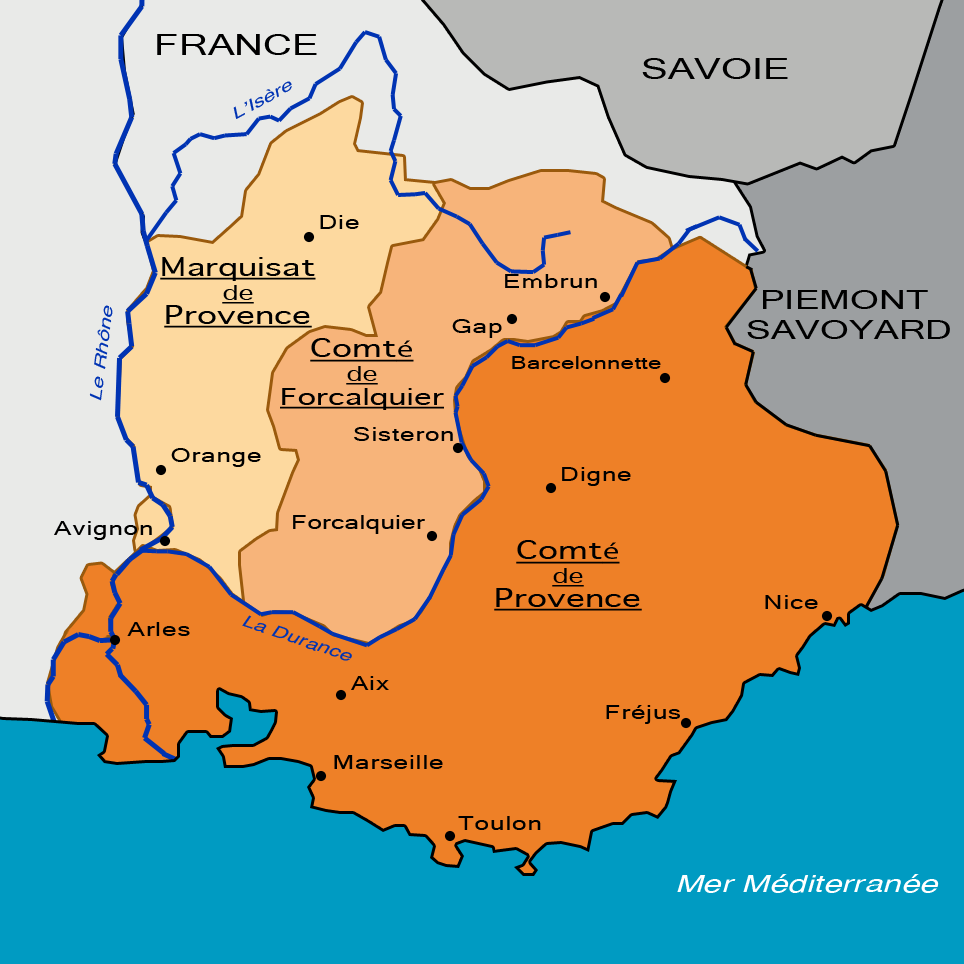
En 1125, le territoire fait partie du comté de Provence.

Le territoire de la commune compte plusieurs tumulus, qui attestent de l'occupation du territoire dès la protohistoire. Le territoire de Salignac fait partie de la civitas des Sogiontiques (Sogiontii), dont le territoire s’étend du sud des Baronnies à la Durance, et recouvre une partie du massif des Monges. Les Sogiontiques sont fédérés aux Voconces.
Après la conquête romaine, les Sogiontiques sont rattachés ainsi que les Voconces à la province romaine de Narbonnaise. Au IIe siècle, ils sont détachés des Voconces et forment une civitas distincte, avec pour capitale Segustero (Sisteron). Une villa gallo-romaine d’importantes dimensions a été retrouvée, ainsi que quelques autres vestiges d’époque romaine.
Moyen-Âge
La localité apparaît pour la première fois dans les chartes au XIIIe siècle, sous le nom de Salinacum. Il était alors perché sur un promontoire, à l’est de l’emplacement actuel. La communauté relevait de la baillie de Sisteron.
La reine Jeanne lui donne le droit de franc-alleu (XIVe siècle).[réf. souhaitée]
La mort de la reine Jeanne Ire ouvre une crise de succession à la tête du comté de Provence, les villes de l’Union d'Aix (1382-1387) soutenant Charles de Duras contre Louis Ier d'Anjou. Le seigneur de Salignac, Louis le Roux, soutient le duc d’Anjou dès avril 1382, ce soutien étant conditionné à la participation du duc à l’expédition de secours à la reine.

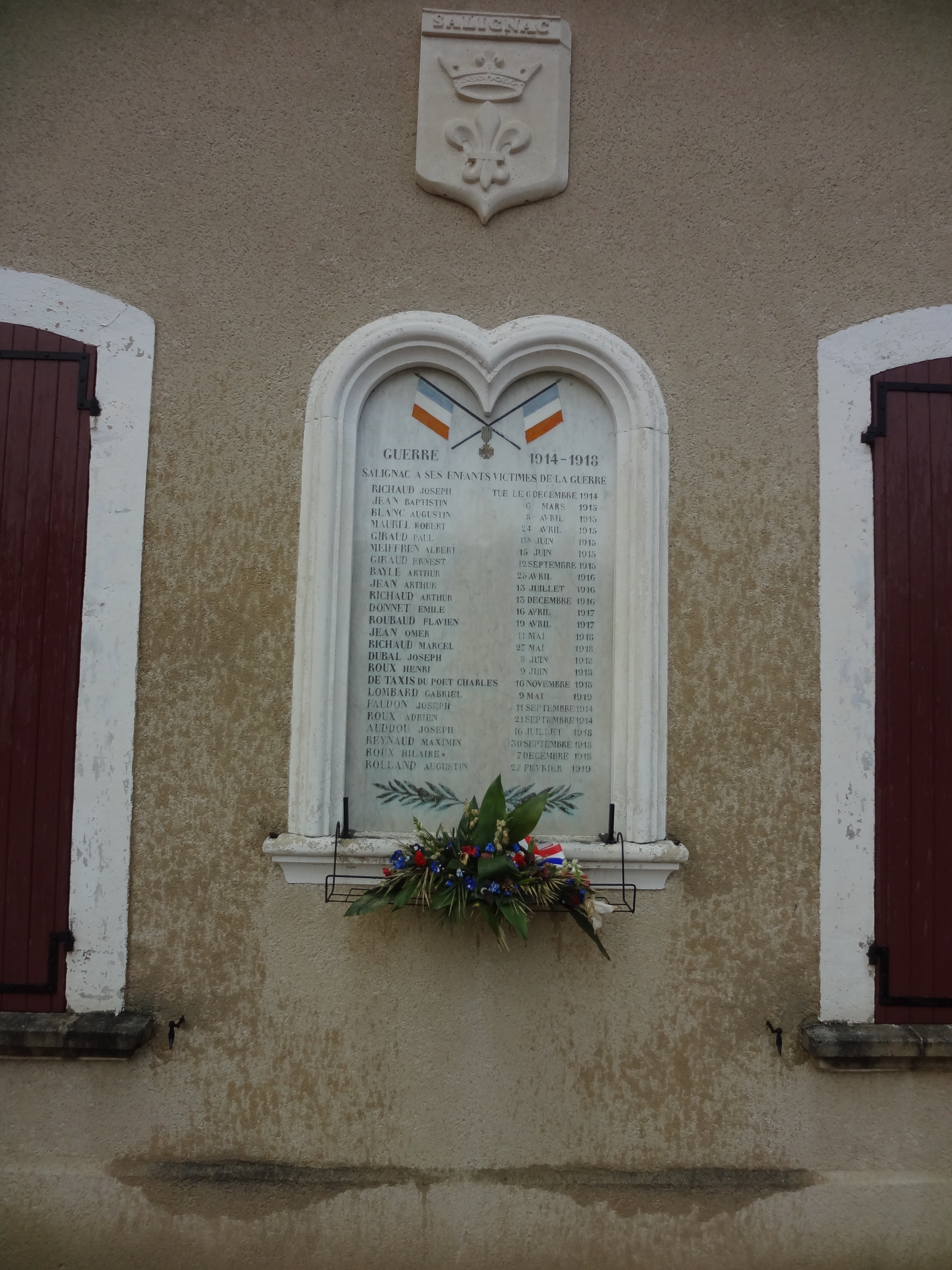
Monument aux morts de Salignac. Deux hommes sont morts après l’armistice du 11 novembre 1918.

Le village étant sur la rive gauche de la Durance, il appartenait au comté de Provence lors de la période d’existence du comté de Forcalquier.
Période moderne
Le coup d'État du 2 décembre 1851 commis par Louis-Napoléon Bonaparte contre la Deuxième République provoque un soulèvement armé dans les Basses-Alpes, en défense de la Constitution. Après l’échec de l’insurrection, une sévère répression poursuit ceux qui se sont levés pour défendre la République : 5 habitants de Salignac sont traduits devant la commission mixte.
Comme de nombreuses communes du département, Salignac se dote d’une école bien avant les lois Jules Ferry : en 1863, elle en possède déjà une qui dispense une instruction primaire aux garçons, au chef-lieu. La même instruction est donnée aux filles, bien que la loi Falloux (1851) n’impose l’ouverture d’une école de filles qu’aux communes de plus de 800 habitants. La commune profite des subventions de la deuxième loi Duruy (1877) pour rénover son école.

## Politique et administration

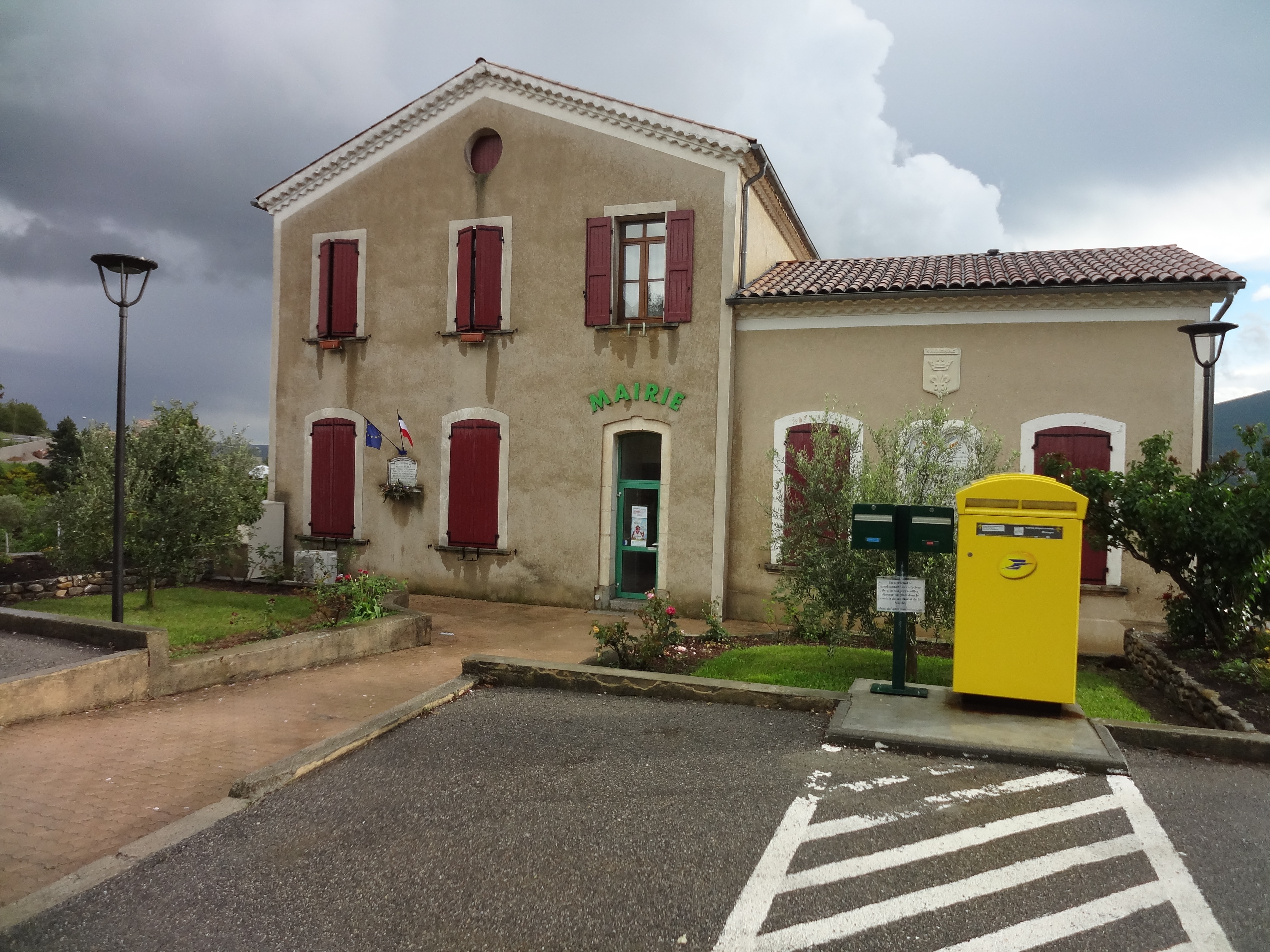
Mairie de Salignac.

### Administration municipale
De par sa taille, la commune dispose d'un conseil municipal de 15 membres (article L2121-2 du Code général des collectivités territoriales). Lors du scrutin de 2008, il n’y eut qu’un seul tour et Michel Lauferon a été réélu conseiller municipal au premier tour avec le quatorzième total de 251 voix, soit 77,47 % des suffrages exprimés. La participation a été de 80,20 %. Il a ensuite été nommé maire par le conseil municipal.

### Liste des maires
L'élection du maire est la grande innovation de la Révolution de 1789. De 1790 à 1795, les maires sont élus au suffrage censitaire pour 2 ans. De 1795 à 1800, il n’y a pas de maires, la commune se contente de désigner un agent municipal qui est délégué à la municipalité de canton.
En 1799-1800, le Consulat revient sur l'élection des maires, qui sont désormais nommés par le pouvoir central. Ce système est conservé par les régimes suivants, à l'exception de la Deuxième République (1848-1851). Après avoir conservé le système autoritaire, la Troisième République libéralise par la loi du 5 avril 1884 l'administration des communes : le conseil municipal, élu au suffrage universel, élit le maire en son sein.
| Période                                  | Période                 | Identité         | Étiquette | Qualité                                                  |
| ---------------------------------------- | ----------------------- | ---------------- | --------- | -------------------------------------------------------- |
|                                          |                         |                  |           |                                                          |
| 1932                                     | Seconde Guerre mondiale | Albert Burle     |           | Déporté en 1944 et mort le 1er janvier 1945 à Neuengamme |
|                                          |                         |                  |           |                                                          |
| mai 1945                                 |                         | Adolphe Fabre    |           |                                                          |
|                                          |                         |                  |           |                                                          |
| avant 2005                               | 2009[réf. souhaitée]    | Michel Lauferon  |           |                                                          |
| 2009[réf. à confirmer]                   | mai 2020                | Chantal Chaix    |           | Salariée du secteur médical                              |
| mai 2020                                 | en cours                | Angélique Euloge |           | Employée administrative d'entreprise                     |
| Les données manquantes sont à compléter. |                         |                  |           |                                                          |

### Intercommunalité
Salignac fait partie:
- de 2005 à 2017, de la communauté de communes Lure-Vançon-Durance ;
- depuis le 1er janvier 2017, de la communauté de communes Jabron Lure Vançon Durance.

### Instances judiciaires et administratives
Salignac est une des neuf communes de l'ancien canton de Volonne qui totalisait 11 886 habitants en 2012. Le canton a fait partie de l’arrondissement de Sisteron du 17 février 1800 au 10 septembre 1926, date de son rattachement à l'arrondissement de Forcalquier et de la deuxième circonscription des Alpes-de-Haute-Provence. Salignac a fait partie du canton de Volonne de 1793 à 2015 ; à la suite du redécoupage des cantons du département, la commune est rattachée au canton de Sisteron.
Salignac fait partie des juridictions d’instance de Forcalquier, de la prud'homale de Manosque, et de grande instance de Digne-les-Bains.

### Fiscalité locale
| Taxe                                        | Part communale | Part intercommunale | Part départementale | Part régionale |
| ------------------------------------------- | -------------- | ------------------- | ------------------- | -------------- |
| Taxe d'habitation                           | 4,00 %         | 0,00 %              | 5,53 %              | 0,00 %         |
| Taxe foncière sur les propriétés bâties     | 10,78 %        | 0,00 %              | 14,49 %             | 2,36 %         |
| Taxe foncière sur les propriétés non bâties | 13,18 %        | 0,00 %              | 47,16 %             | 8,85 %         |
| Taxe professionnelle                        | 0,00 %         | 13,75 %             | 10,80 %             | 3,84 %         |

La part régionale de la taxe d'habitation n'est pas applicable.
La taxe professionnelle est remplacée en 2010 par la cotisation foncière des entreprises (CFE) portant sur la valeur locative des biens immobiliers et par la contribution sur la valeur ajoutée des entreprises (CVAE) (les deux formant la contribution économique territoriale (CET) qui est un impôt local instauré par la loi de finances pour 2010).

## Population et société

### Démographie
L'évolution du nombre d'habitants est connue à travers les recensements de la population effectués dans la commune depuis 1765. Pour les communes de moins de 10 000 habitants, une enquête de recensement portant sur toute la population est réalisée tous les cinq ans, les populations de référence des années intermédiaires étant quant à elles estimées par interpolation ou extrapolation. Pour la commune, le premier recensement exhaustif entrant dans le cadre du nouveau dispositif a été réalisé en 2008.
En 2022, la commune comptait 679 habitants, en évolution de +7,27 % par rapport à 2016 (Alpes-de-Haute-Provence : +2,84 %, France hors Mayotte : +2,11 %).
| 1765 | 1793 | 1800 | 1806 | 1821 | 1831 | 1836 | 1841 | 1846 |
| ---- | ---- | ---- | ---- | ---- | ---- | ---- | ---- | ---- |
| 513  | 596  | 576  | 636  | 644  | 655  | 655  | 701  | 654  |

| 1851 | 1856 | 1861 | 1866 | 1872 | 1876 | 1881 | 1886 | 1891 |
| ---- | ---- | ---- | ---- | ---- | ---- | ---- | ---- | ---- |
| 645  | 624  | 619  | 561  | 533  | 503  | 513  | 457  | 385  |

| 1896 | 1901 | 1906 | 1911 | 1921 | 1926 | 1931 | 1936 | 1946 |
| ---- | ---- | ---- | ---- | ---- | ---- | ---- | ---- | ---- |
| 363  | 362  | 342  | 290  | 214  | 207  | 174  | 178  | 163  |

| 1954 | 1962 | 1968 | 1975 | 1982 | 1990 | 1999 | 2006 | 2008 |
| ---- | ---- | ---- | ---- | ---- | ---- | ---- | ---- | ---- |
| 153  | 143  | 127  | 169  | 225  | 310  | 399  | 491  | 518  |

| 2013 | 2018 | 2022 | - | - | - | - | - | - |
| ---- | ---- | ---- | - | - | - | - | - | - |
| 623  | 635  | 679  | - | - | - | - | - | - |

Salignac comptait 79 feux en 1315 et 38 feux en 1471.
L'histoire démographique de Salignac, après la saignée des XIVe et XVe siècles et le long mouvement de croissance jusqu'au début du XIXe siècle, est marquée par une période d'« étale » où la population reste relativement stable à un niveau élevé. Cette période dure de 1806 à 1861. L'exode rural provoque ensuite un mouvement de recul démographique rapide et de longue durée. Dès 1906, la commune a perdu plus de la moitié de sa population par rapport au maximum historique de 1841. Le mouvement de baisse se poursuit jusqu'aux années 1960. Depuis, la croissance de la population a repris, triplant en trente ans.

### Superficie et population
Le village de Salignac a une superficie de 1 442 ha et une population de 504 habitants (en 2004), ce qui le classe :
| Rang                          | Superficie | Population | Densité |
| ----------------------------- | ---------- | ---------- | ------- |
| France                        | 18 396e    | 13 103e    | 21 711e |
| Provence-Alpes-Côte-d'Azur    | 591e       | 710e       | 506e    |
| Alpes-de-Haute-Provence       | 67e        | 161e       | 39e     |
| Arrondissement de Forcalquier | 31e        | 61e        | 26e     |
| Canton de Volonne             | 7e         | 7e         | 7e      |

### Personnalités liées à la commune
- Burle (Albert, Paul, Alphonse), personne morte en déportation.

### Enseignement
La commune dispose d’une école primaire publique. Ensuite les élèves sont affectés au collège de la cité scolaire Paul-Arène à Sisteron,, puis poursuivent au lycée de la même cité scolaire

### Santé
Il n'y a pas de médecin à Salignac, les plus proches sont à Peipin (3 km) ou à Sisteron (3,9 km). Les pharmacies les plus proches sont aussi à Peipin ou Sisteron.
Salignac dépend du centre hospitalier de Sisteron.

### Cultes
Jusqu’en 1729, la paroisse dépendait de l’archiprêtré de Provence, autrefois appelé Oultre-Durance, dans le diocèse de Gap. À la suite de l'établissement des conférences ecclésiastiques en 1686, l'archiprêtré de Provence était divisé en trois nouveaux archiprêtrés en 1729 et l’archiprêtré de Salignac est créé à ce moment-là. En 1749, les archiprêtrés sont à nouveau divisés, et celui de Salignac est conservé.

## Économie

### Revenus de la population
En 2008, le revenu fiscal médian par ménage était de 16 721 € (15 027 € en France) pour 282 foyers fiscaux, seul 58,2 % de ces foyers sont imposés avec un revenu net de 32 483 € représentant un impôt moyen de 1 239 €,.

### Population active
La population âgée de 15 à 64 ans s'élevait en 2007 à 347 personnes (273 en 1999), parmi lesquelles on comptait 73,0 % d'actifs dont 69,1 % ayant un emploi et 3,9 % de chômeurs (contre 5,7 % en 1999).
La répartition par catégories socioprofessionnelles de la population active de Limans, y compris les actifs sans emploi, fait apparaître une sous-représentation des « ouvriers » et « employés » et une sur-représentation des « artisans, commerçants, chefs d'entreprise » et « professions intermédiaires » par rapport à la moyenne de la France métropolitaine, qui confirme que Limans[Passage problématique] est une commune agricole.
Répartition de la population active par catégories socioprofessionnelles (recensement de 2007)
|                                    | Agriculteurs | Artisans, commerçants, chefs d'entreprise | Cadres, professions intellectuelles | Professions intermédiaires | Employés | Ouvriers |
| ---------------------------------- | ------------ | ----------------------------------------- | ----------------------------------- | -------------------------- | -------- | -------- |
| Salignac                           | 2,1 %        | 16,7 %                                    | 10,4 %                              | 31,3 %                     | 18,8 %   | 20,8 %   |
| Moyenne nationale                  | 2,4 %        | 6,4 %                                     | 12,1 %                              | 22,1 %                     | 29,9 %   | 27,1 %   |
| Sources des données : L'Internaute |              |                                           |                                     |                            |          |          |

### Emploi
Salignac avait en 2007 un taux de chômage de 14,8 % (contre 20,2 % en 1999) supérieur à la moyenne nationale (9,6 % en 2005 et 12,9 % en 1999). La répartition de la population est conforme à la moyenne nationale avec 17 % de retraités et 24 % de jeunes scolarisés mais très légèrement supérieur pour les actifs 48,8 % (contre 45,2 % au niveau national).
En 2007 on comptait 72 emplois dans la commune, contre 47 en 1999. Le nombre d'actifs ayant un emploi résidant dans la commune étant de 241, l'indicateur de concentration d'emploi est de 30,0 % (contre 36,5 % en 1999), ce qui signifie que la commune offre à peine un emploi pour trois habitants actifs, ce qui explique 15,8 % des actifs travaille dans la commune et 76,1 % dans une autre commune du département .
La répartition par secteurs d'activité des emplois à Salignac du fait de sa taille n'est pas diffusée par l’Insee.

### Agriculture

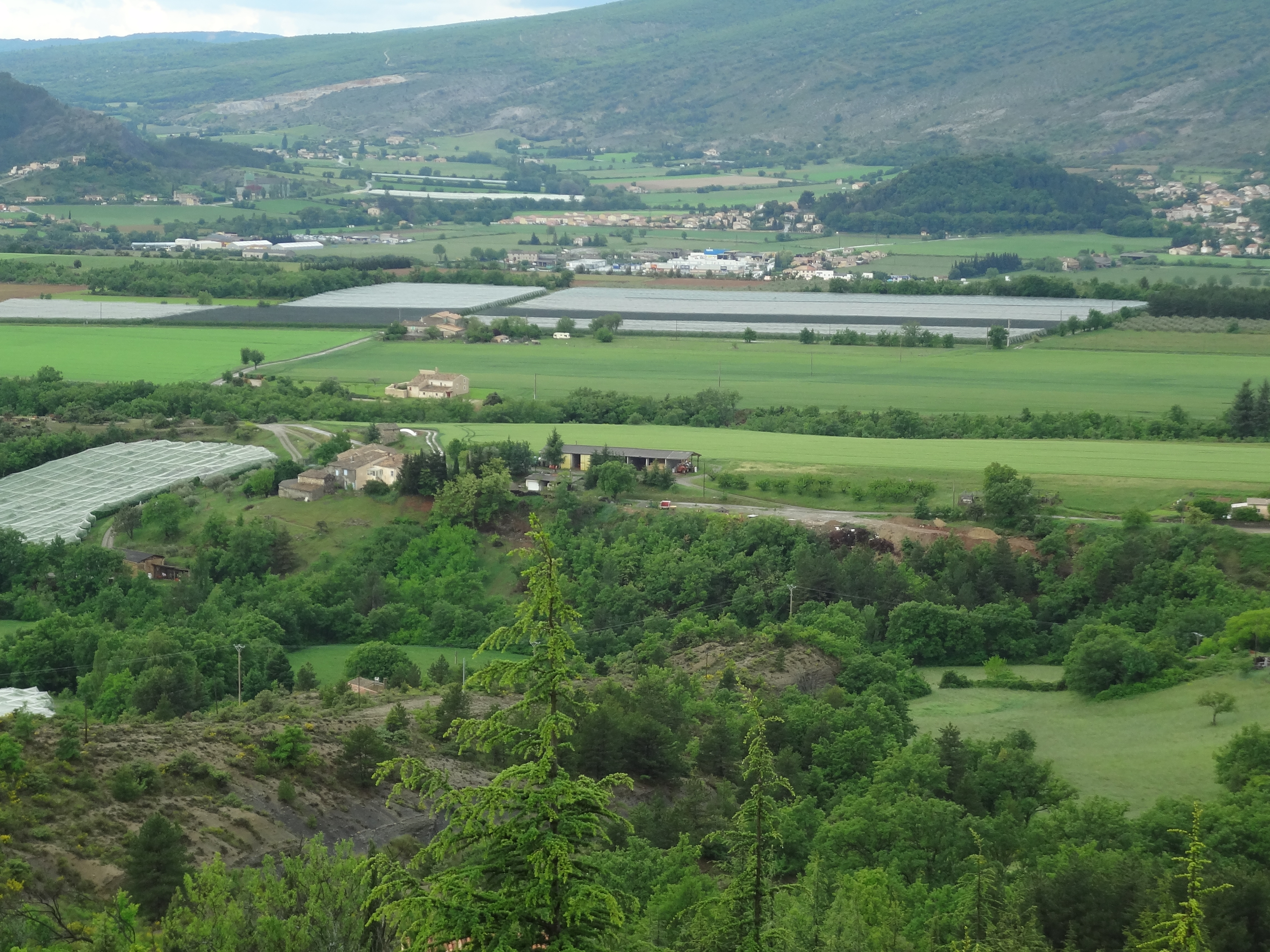
Arboriculture et grandes cultures à Salignac.

Les agriculteurs de la commune de Salignac ont droit à trois labels appellation d'origine contrôlée (AOC), dont le banon et à huit labels indication géographique protégée (IGP) (miel de Provence, agneau de Sisteron, alpes-de-haute-provence (IGP) blanc, rouge et rosé et VDP de Méditerranée blanc, rouge et rosé). Cependant, la vigne, composante de la triade méditerranéenne, n’est guère présente dans la commune. Au XIXe siècle, elle était cultivée pour l’autoconsommation. Actuellement[Quand ?], il ne reste que quelques hectares exploités.
L’olivier n’était pas cultivé à Salignac au début du XIXe siècle. Le terroir de la commune se situe en effet à la limite altitudinale de l’arbre, qui ne peut que difficilement être exploité au-delà des 650 mètres. Actuellement[Quand ?], l’oliveraie communale compte plus de 1000 pieds. L’huile produite à partir des olives récoltées dans la commune peut bénéficier des AOC huile d’olive de Provence et huile d’olive de Haute-Provence.
- Productions agricoles de Salignac[réf. nécessaire].

Productions agricoles de Salignac.
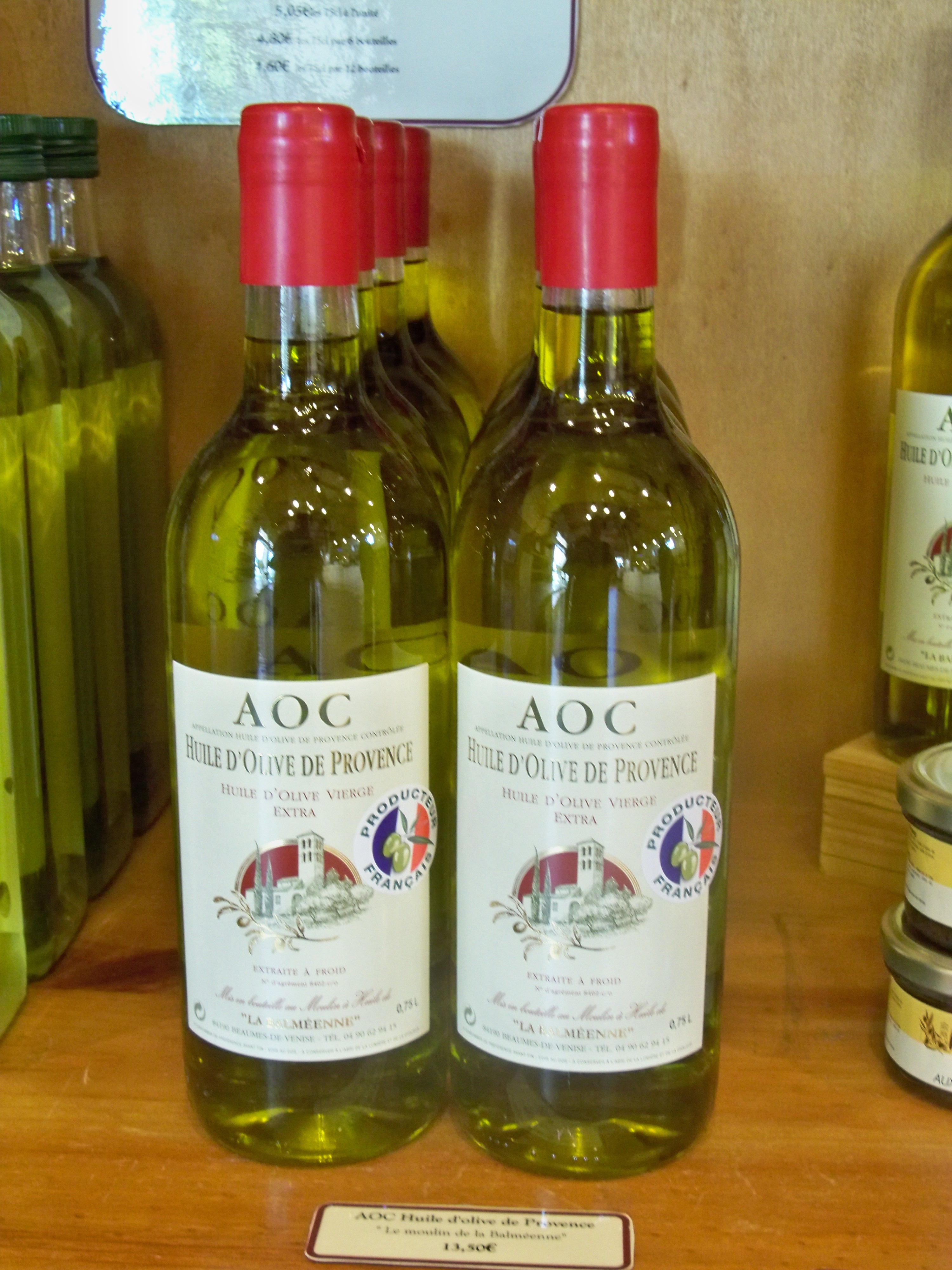
Huile de Provence AOC.
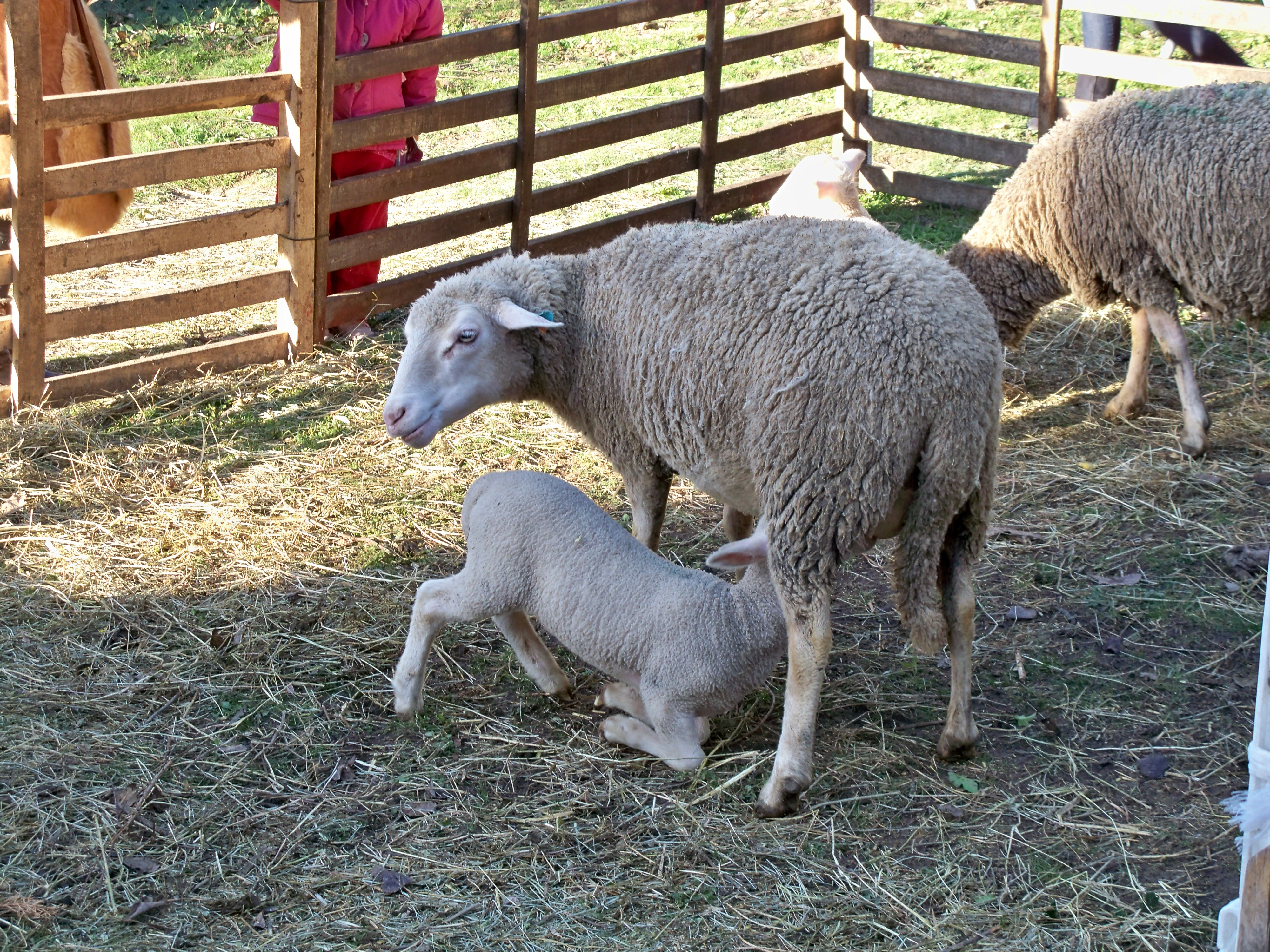
Agneau de Sisteron élevé sous sa mère.
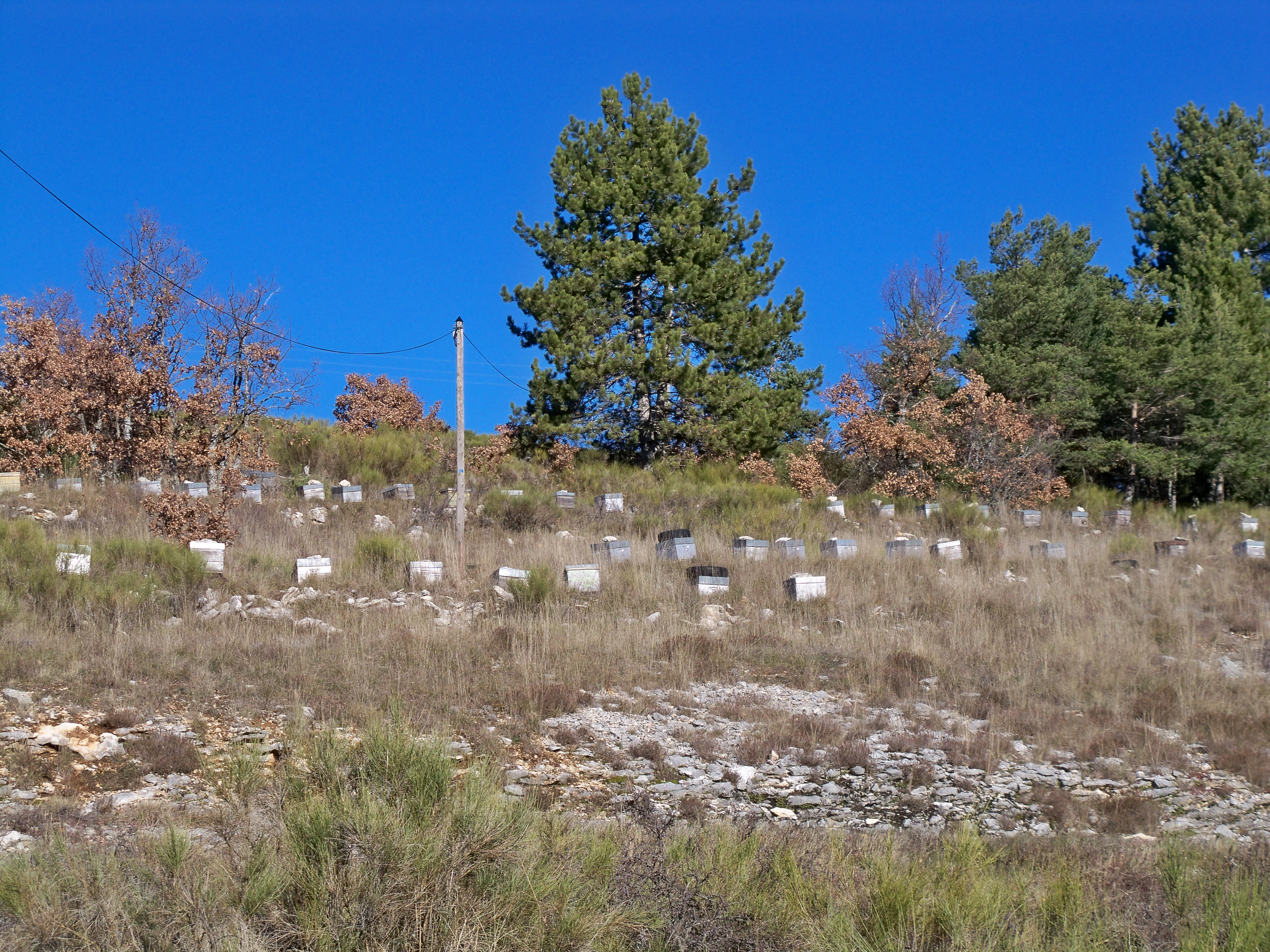
Ruches à la combe du Pommier.
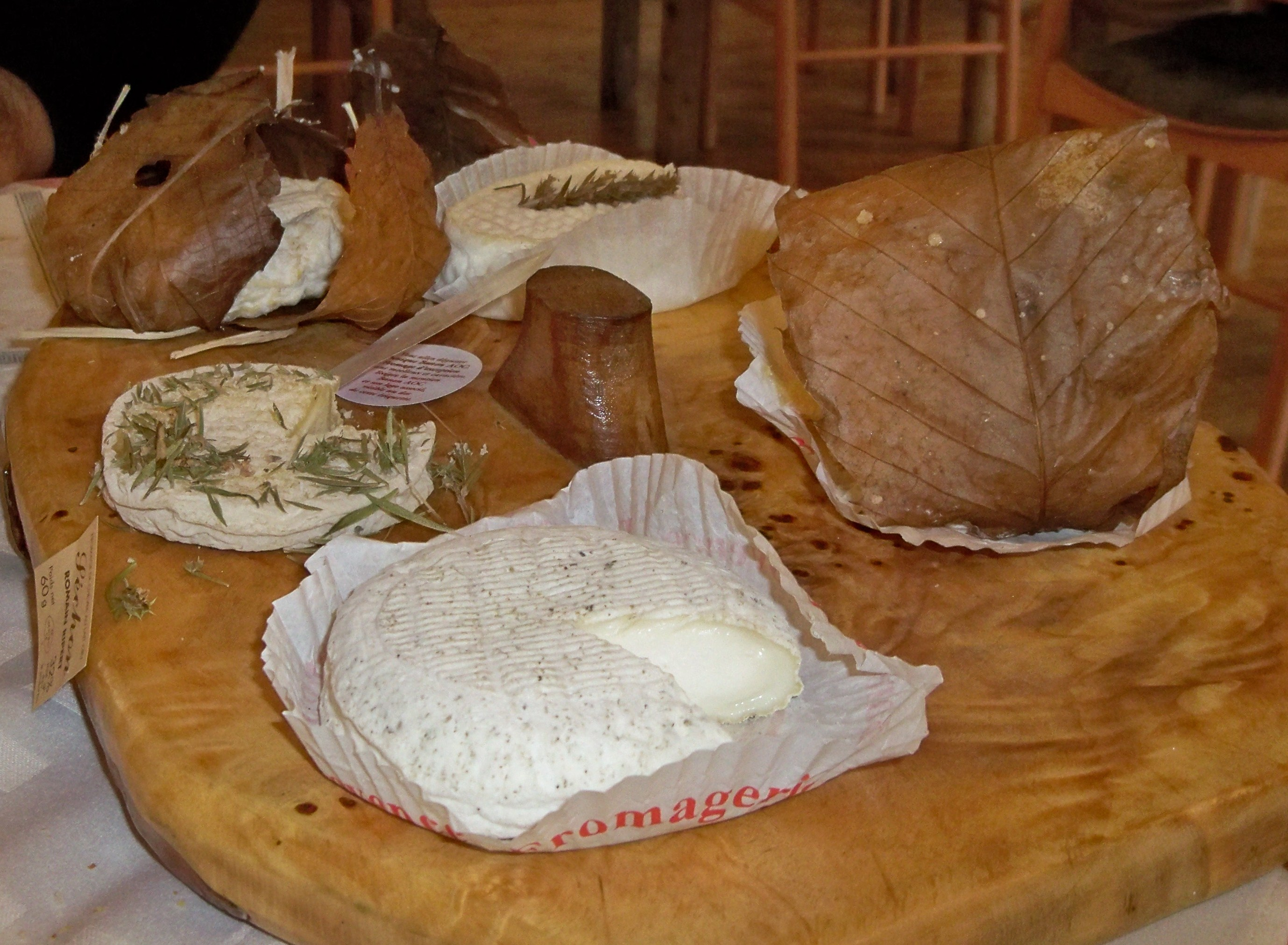
Plateau d'AOC banon dans un restaurant de Revest-du-Bion.

### Industrie
[réf. nécessaire]Une centrale hydroélectrique utilisant les eaux de la Durance est installée sur la commune.

### Activités de service
La revue mensuelle L'Âge de faire est éditée à Salignac depuis 2005 : diffusée à 40 000 exemplaires dans les milieux de l’agriculture biologique et promouvant le développement durable, les six personnes qui y travaillent gèrent leur journal en coopérative.

## Lieux et monuments
- Château fort en ruines.
- Château de "Vallée", proche de la Durance, avec chapelle détachée[76].
- Ruines de l’ancien village.
- Église Saint-Clément[39].
- Église Sainte-Thérèse-de-l’Enfant-Jésus, de style roman, consacrée en avril 1950[77]. La croix de procession, du XVIe siècle, en cuivre doré, est ornée d’émaux peints (elle est classée monument historique au titre objet depuis 1908[78]).
- Chapelle ruinée au-dessus du village, voûtée en berceau, avec un clocher (1853)[79].

Églises de Salignac.
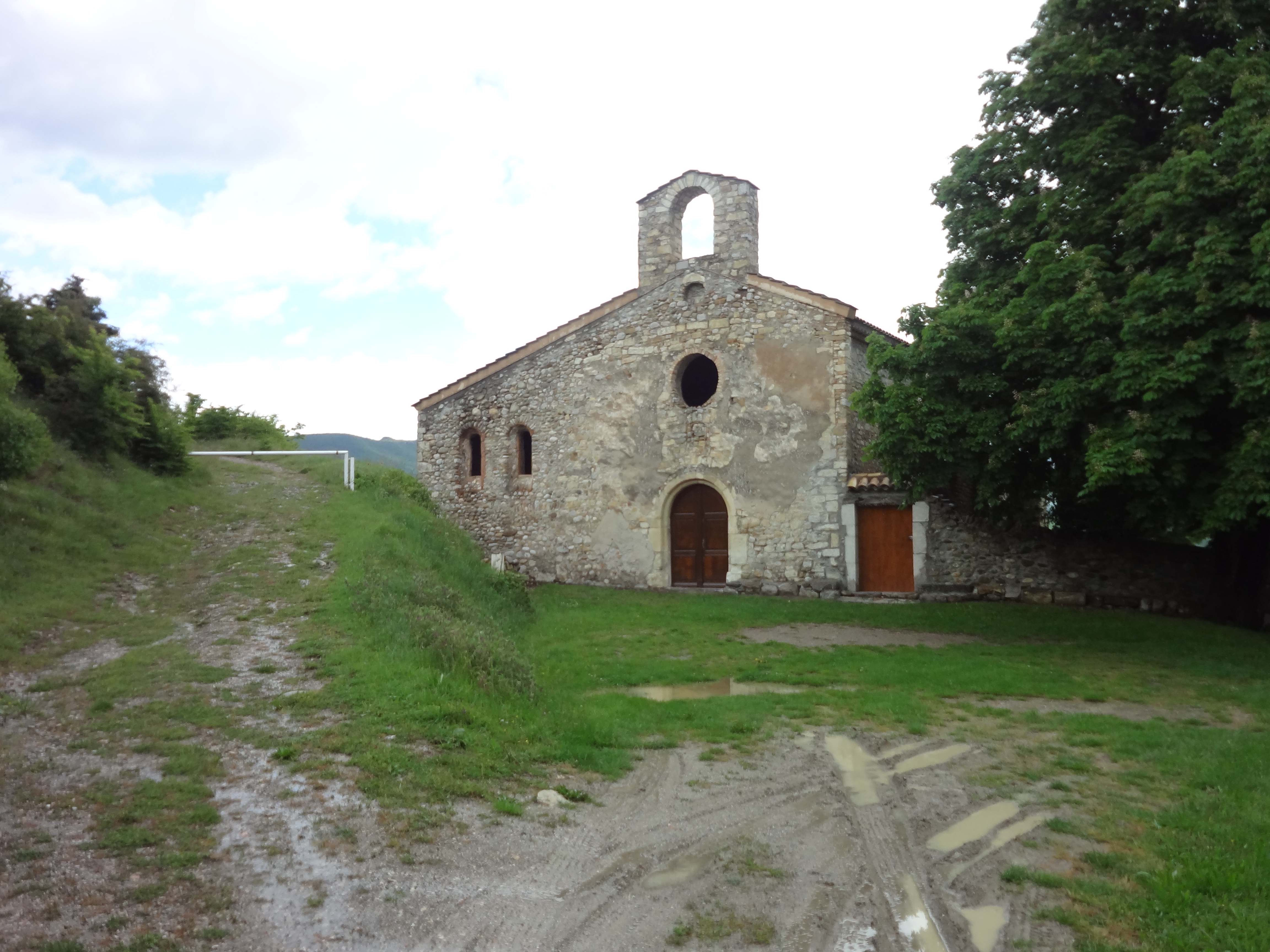
Église Saint-Clément, paroisse de l’ancien village, sur la colline.
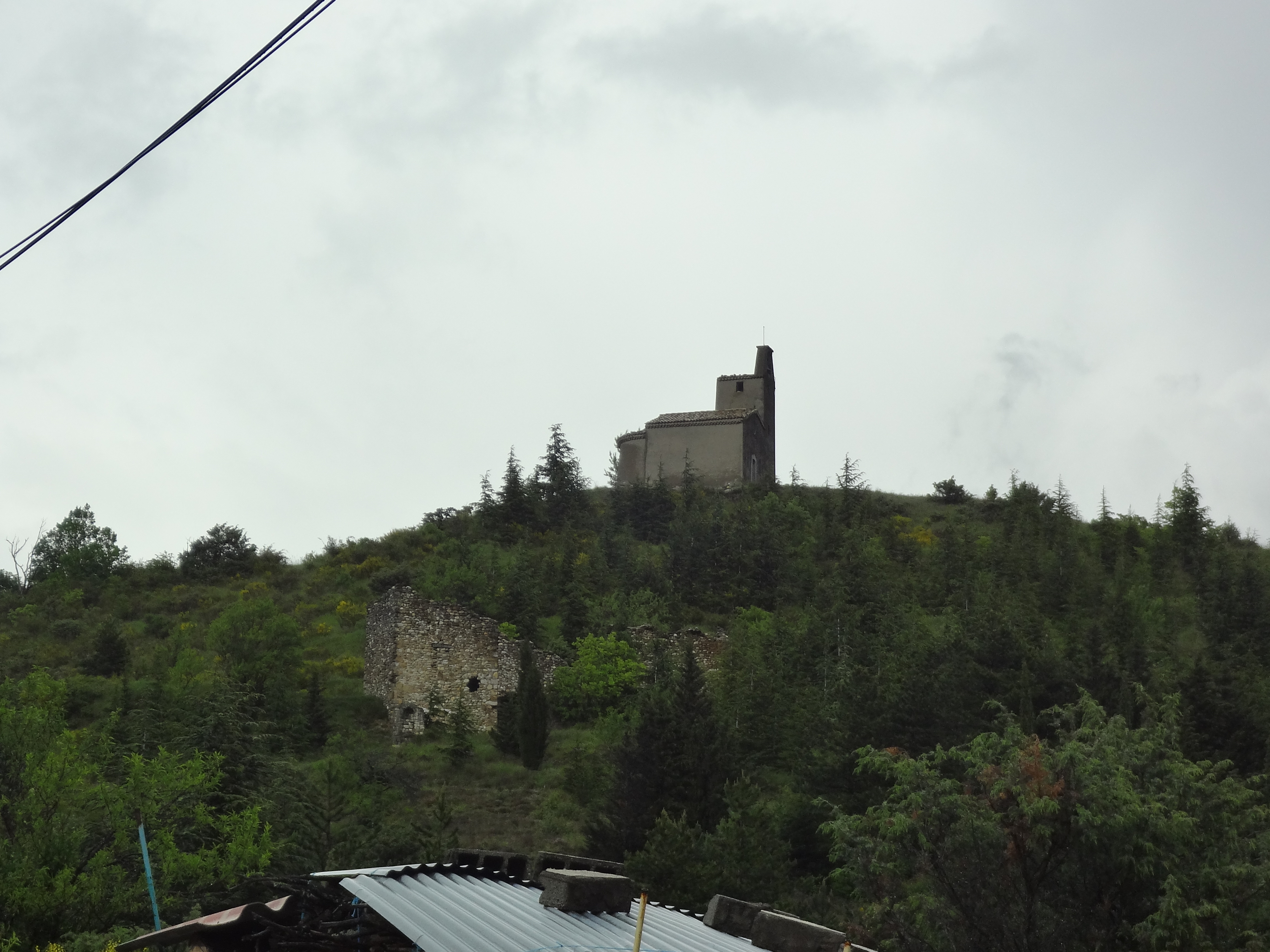
Chapelle au sommet du site de l’ancien village.
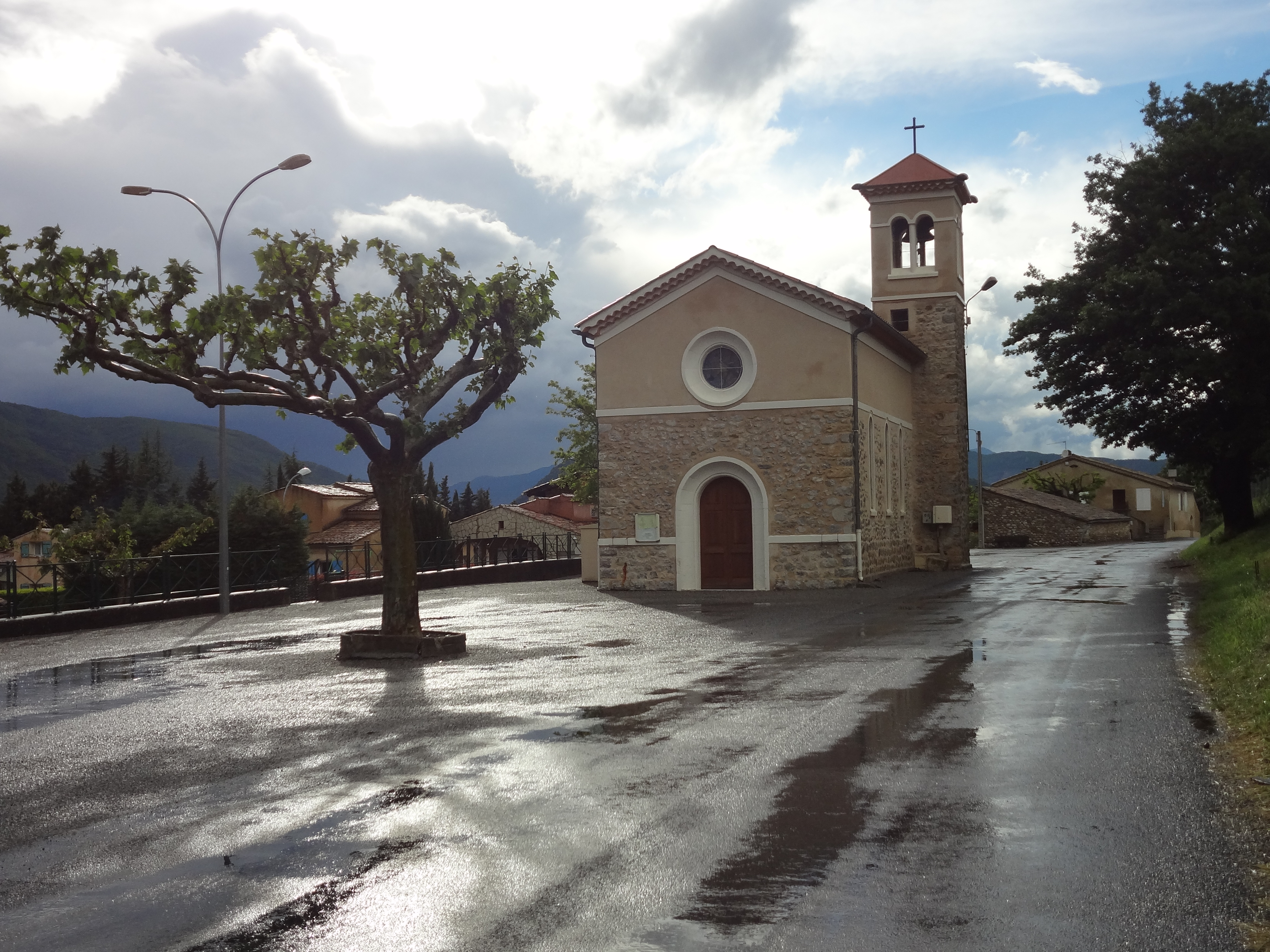
Église Sainte-Thérèse de l’Enfant-Jésus, actuelle paroisse.

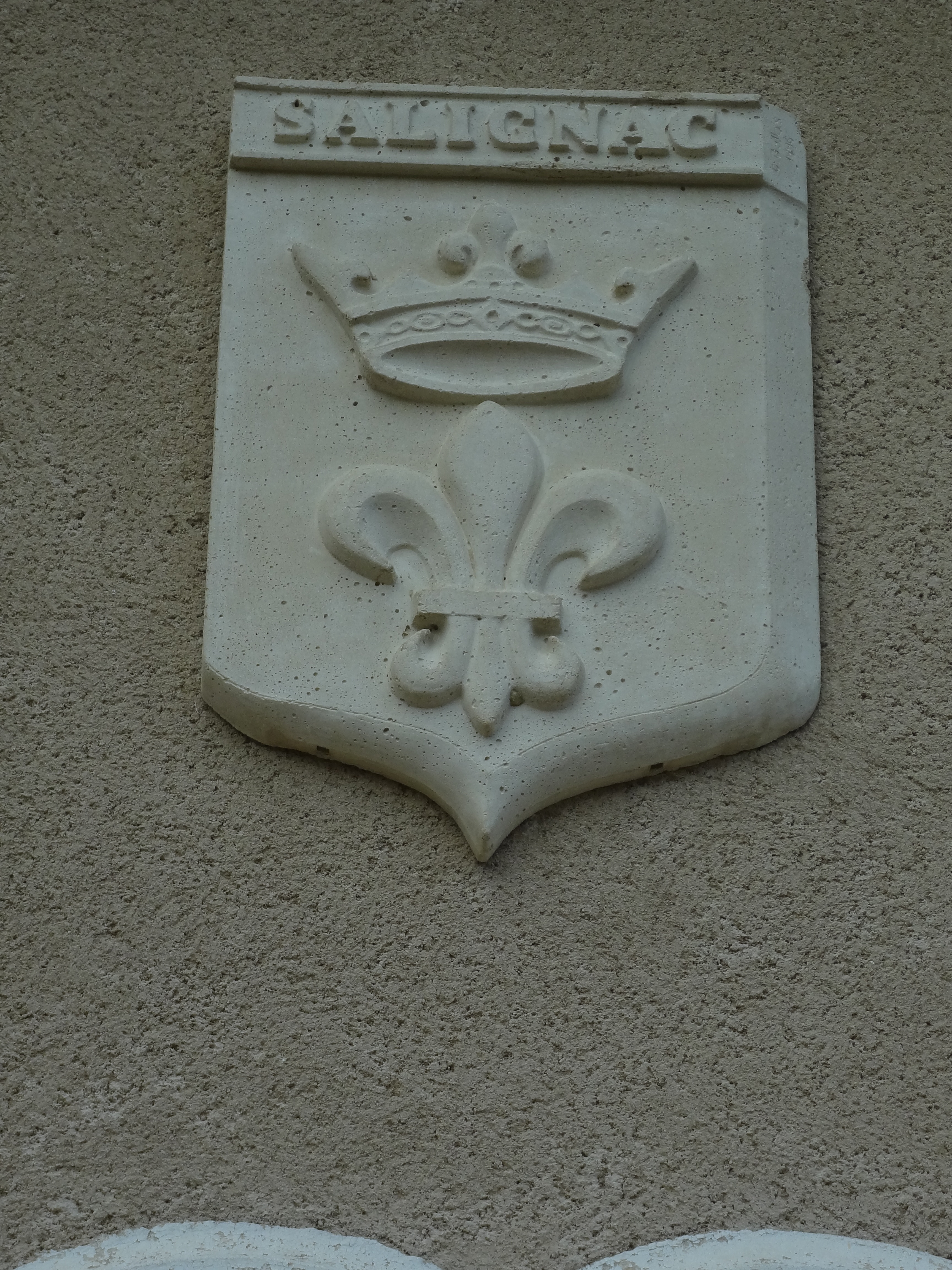
Armoiries sur la mairie.

## Héraldique
| Blason de Salignac | Blason  | De gueules à une fleur de lys d'or, surmonté d'une couronne élevée de fleurs de lys du même. |
| Blason de Salignac | Détails | Le statut officiel du blason reste à déterminer.                                             |

Ces armoiries sont présentes sur la façade de la mairie (voir ci-contre).